# Turbo intercostalis
Turbo intercostalis is een slakkensoort uit de familie van de Turbinidae. De wetenschappelijke naam van de soort is voor het eerst geldig gepubliceerd in 1846 door Menke.